# Tye Ruotolo
Tye Ruotolo (Havaí,  22 de janeiro de 2003) é um lutador norte-americano. Competidor, junto com seu irmão gêmeo Kade, desde os 3 anos de idade, Ruotolo é atualmente o mais jovem campeão mundial da IBJJF na faixa-preta na história do esporte. No Campeonato Mundial do ADCC de 2019, Ruotolo, aos 16 anos, foi o competidor mais jovem a participar da competição e também o mais jovem a alcançar as semifinais, onde terminou em quarto lugar. Após ser graduado à faixa-preta em dezembro de 2021, Ruotolo se tornou campeão de duas divisões no Who's Number One (WNO), campeão mundial no Campeonato Mundial da IBJJF de 2022 e medalhista de bronze no Campeonato Mundial do ADCC 2022.
Ruotolo está atualmente contratado pelo ONE Championship, onde é o Campeão Mundial de Grappling de Submissão na categoria meio-médio.

## Antecedentes
Nascido em Maui, Havaí, de ascendência italiana e porto-riquenha, Ruotolo foi criado em Huntington Beach, Califórnia, e começou a competir no jiu-jitsu aos 3 anos de idade. Tye e seu irmão gêmeo Kade foram considerados as “primeiras estrelas mirins do grappling” e conseguiram um patrocínio com a RVCA aos 10 anos. Eles treinaram na academia Art Of Jiu-Jitsu (AOJ) por quatro anos sob a tutela de Guilherme e Rafael Mendes antes de migrarem para a Atos Jiu-Jitsu em 2017, equipe à qual a AOJ era afiliada.

## Carreira no grappling
Em 2019, Ruotolo, então faixa-azul de 16 anos, participou do Campeonato Mundial do ADCC de 2019 na divisão peso leve, tornando-se o competidor mais jovem da história do evento até então. Ele derrotou Bruno Frazatto e Pablo Mantovani antes de perder para Kennedy Maciel na semifinal. Na disputa pela medalha de bronze, enfrentou Paulo Miyao e perdeu por pontos. Ruotolo encaixou um ataque na perna em Miyao, que se recusou a bater, resultando em uma lesão no joelho com consequências de longo prazo.
Tye e seu irmão Kade foram promovidos à faixa-marrom no BJJ por André Galvão em outubro de 2020.

### Carreira como faixa-preta
Em setembro de 2021, Ruotolo tornou-se campeão do WNO até 83,9kg ao derrotar Johnny Tama, Dante Leon e Micael Galvão.
No Campeonato Mundial de Jiu-Jitsu da IBJJF 2021, Ruotolo enfrentou seu irmão Kade na final da divisão leve faixa-marrom. Ruotolo finalizou Kade com um armlock. Pouco depois, ambos foram promovidos à faixa-preta em 14 de dezembro de 2021 por André Galvão.
Em janeiro de 2022, Ruotolo tornou-se campeão do WNO em duas divisões após conquistar o título até 77,11kg, finalizando Levi Jones com um ataque de joelho (kneebar).
No Campeonato Mundial de Jiu-Jitsu da IBJJF 2022, Ruotolo conquistou a medalha de prata na divisão leve faixa-preta após perder para Micael Galvão na final por pontos, mas foi posteriormente declarado campeão mundial depois que Galvão testou positivo para clomifeno. Com isso, Ruotolo tornou-se o mais jovem campeão mundial faixa-preta da IBJJF de todos os tempos.
No Campeonato Mundial do ADCC de 2022, Ruotolo competiu na divisão absoluta contra adversários mais pesados, derrotando Pedro Marinho e Felipe Pena antes de perder para Nicholas Meregali por decisão dos juízes. Ruotolo conquistou a medalha de bronze depois que Cyborg Abreu desistiu da disputa por lesão. Antes disso, ele também competiu na divisão até 88 kg, onde perdeu na primeira rodada para seu mentor e companheiro de equipe Josh Hinger na prorrogação.
Ruotolo competiu no Campeonato Mundial de Jiu-Jitsu da IBJJF 2023 nos dias 3 e 4 de junho de 2023, conquistando a medalha de bronze na divisão peso-médio.
Ruotolo estava originalmente escalado para competir no Campeonato Mundial do ADCC de 2024, mas ele e seu irmão Kade desistiram para entrar na divisão até 80 kg da edição inaugural do Craig Jones Invitational, realizada em 16 e 17 de agosto. Tye Ruotolo finalizou Jason Nolf na primeira rodada e perdeu nas quartas de final para Levi Jones-Leary por decisão do árbitro.

### ONE Championship
Em 20 de maio de 2022, Ruotolo enfrentou Garry Tonon no ONE 157, marcando sua estreia no grappling de submissão pela organização. Ele finalizou Tonon com um estrangulamento D'Arce em 97 segundos. Essa vitória rendeu a Ruotolo seu primeiro prêmio de Performance da Noite.
Em 23 de dezembro de 2022, Ruotolo enfrentou o ex-campeão mundial peso-pena do ONE, Marat Gafurov, em uma luta de grappling de submissão em peso combinado de 180 libras (81,6 kg) no ONE on Prime Video 5. Ruotolo finalizou Gafurov com um triângulo com chave de braço. Essa vitória rendeu a Ruotolo seu segundo prêmio de Performance da Noite.
Ruotolo foi escalado para enfrentar Reinier de Ridder em 5 de maio de 2023, no ONE Fight Night 10. Ele venceu a luta por decisão unânime. Em sua entrevista após a luta, Ruotolo desafiou Nicholas Meregali para ser seu próximo adversário no ONE Championship.
Ruotolo enfrentou Dagi Arslanaliev no ONE Fight Night 13, em 5 de agosto de 2023. Ele venceu a luta por finalização com um mata-leão e recebeu o prêmio de Performance da Noite.
Ruotolo enfrentou Magomed Abdulkadirov pelo título inaugural de grappling de submissão peso-meio-médio do ONE Championship no ONE Fight Night 16, em 3 de novembro de 2023. Ele venceu a luta por decisão, conquistando o cinturão e recebendo um bônus de US$ 50.000 de Performance da Noite.
A primeira defesa de cinturão de Ruotolo no peso-meio-médio estava marcada contra Izaak Michell no ONE 166, em 1º de março de 2024. No entanto, a luta foi remarcada para o ONE Fight Night 21, em 5 de abril de 2024, por razões não divulgadas. Ruotolo venceu a luta por finalização com um mata-leão com braço dentro.
Ruotolo competiu em uma luta em peso combinado contra Jozef Chen no ONE Fight Night 23, em 6 de julho de 2024. Ele venceu a luta por decisão.
Ruotolo defendeu seu cinturão peso-meio-médio do ONE Championship contra Dante Leon no ONE Fight Night 31, em 2 de maio de 2025. Ele venceu a luta por decisão unânime.

## Carreira no MMA
O contrato que Ruotolo assinou para competir em lutas de grappling pelo ONE Championship também incluiu cláusulas para combates de MMA. Tanto Tye quanto seu irmão Kade Ruotolo anunciaram que fariam suas estreias profissionais no MMA antes do final de 2023.
Agora, Ruotolo fará sua estreia no MMA contra Adrian Lee no ONE Fight Night 35, em 5 de setembro de 2025.

## Resumo competitivo no jiu-jítsu brasileiro
Principais conquistas:
- ONE Championship
  - Campeão mundial de grappling sem kimono peso-meio-médio do ONE Championship (uma vez, atual)
    - Uma defesa de título bem-sucedida

  - Performance da Noite (quatro vezes) vs. Garry Tonon, Marat Gafurov, Dagi Arslanaliev e Magomed Abdulkadirov
  - 2024: Finalização do Ano vs. Izaak Mitchell (empatado com Kade Ruotolo contra Francisco Lo)[37]
- Who's Number One
  - 2x Campeão do WNO (170 lb e 185 lb)
- International Brazilian Jiu-Jitsu Federation
  - 1º lugar no Campeonato Mundial da IBJJF (2022)
- 3QG
  - 2º lugar no GP 3QG Kumite 5 (2020)
- ADCC Submission Fighting World Championship
  - 3º lugar no Campeonato Mundial do ADCC (2022)
  - 4º lugar no Campeonato Mundial do ADCC (2019)

Principais conquistas (juvenil + faixas coloridas):
Campeão Mundial da IBJJF (2019, 2021 faixa-marrom)
Campeão Europeu da IBJJF (2019)
2º lugar no Campeonato Europeu da IBJJF (2019)

## Linhagem de instrutores
Mitsuyo "Count Koma" Maeda → Carlos Gracie, Sr. → Hélio Gracie → Rolls Gracie → Romero "Jacare" Cavalcanti → Alexandre Paiva → Fernando "Tererê" Augusto → André Galvão → Tye Ruotolo